# Elecciones parlamentarias de Cuba de 2008

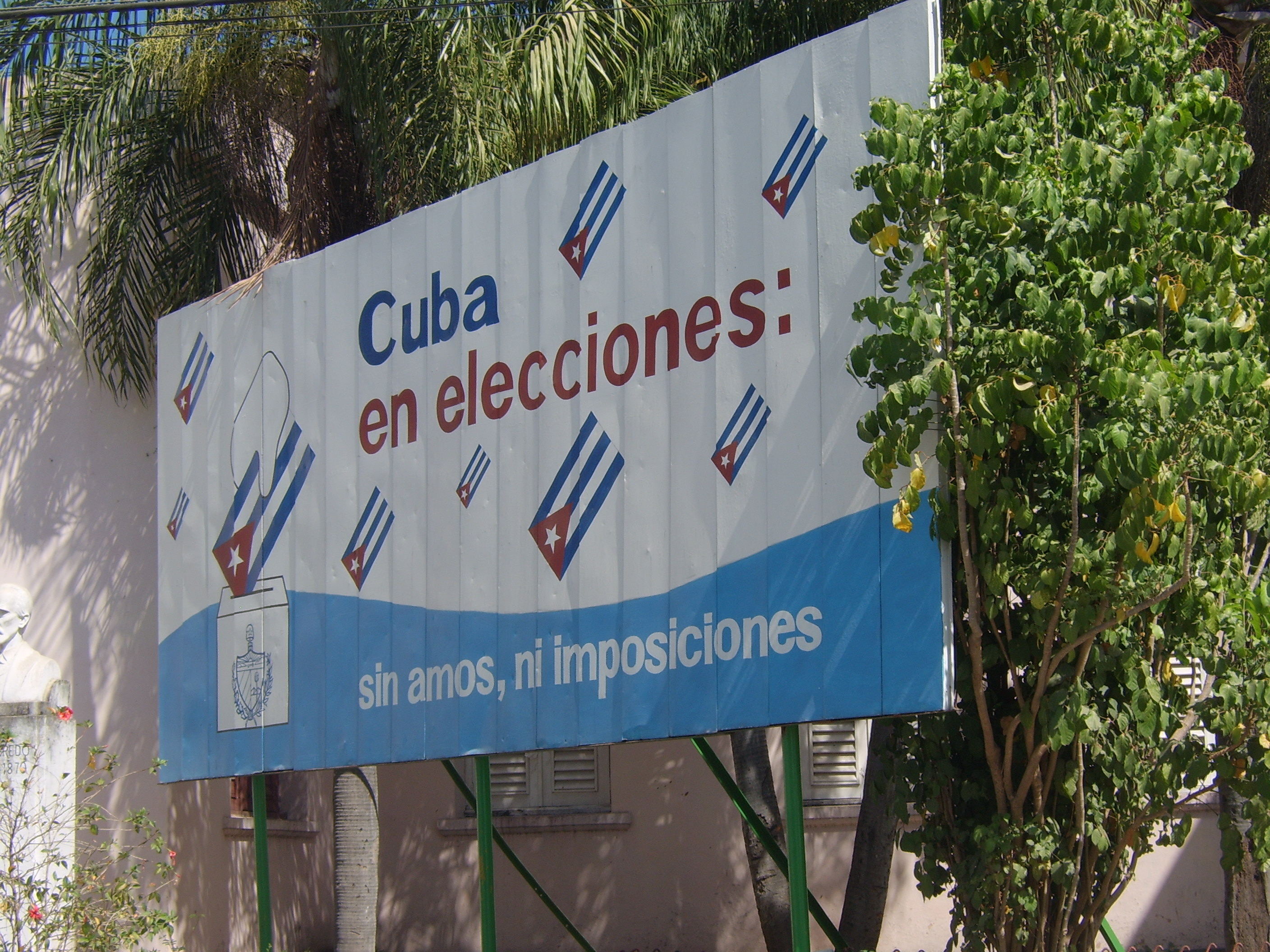
Propaganda electoral.

En Cuba se realizaron elecciones parlamentarias indirectas el domingo 20 de enero de 2008 para elegir a los 614 integrantes de la Asamblea Nacional. De acuerdo con el sistema electoral cubano, se postuló a un único candidato para cada cargo que resultó efectivamente electo si obtuvo el 50% de los votos a favor.

## Resultados

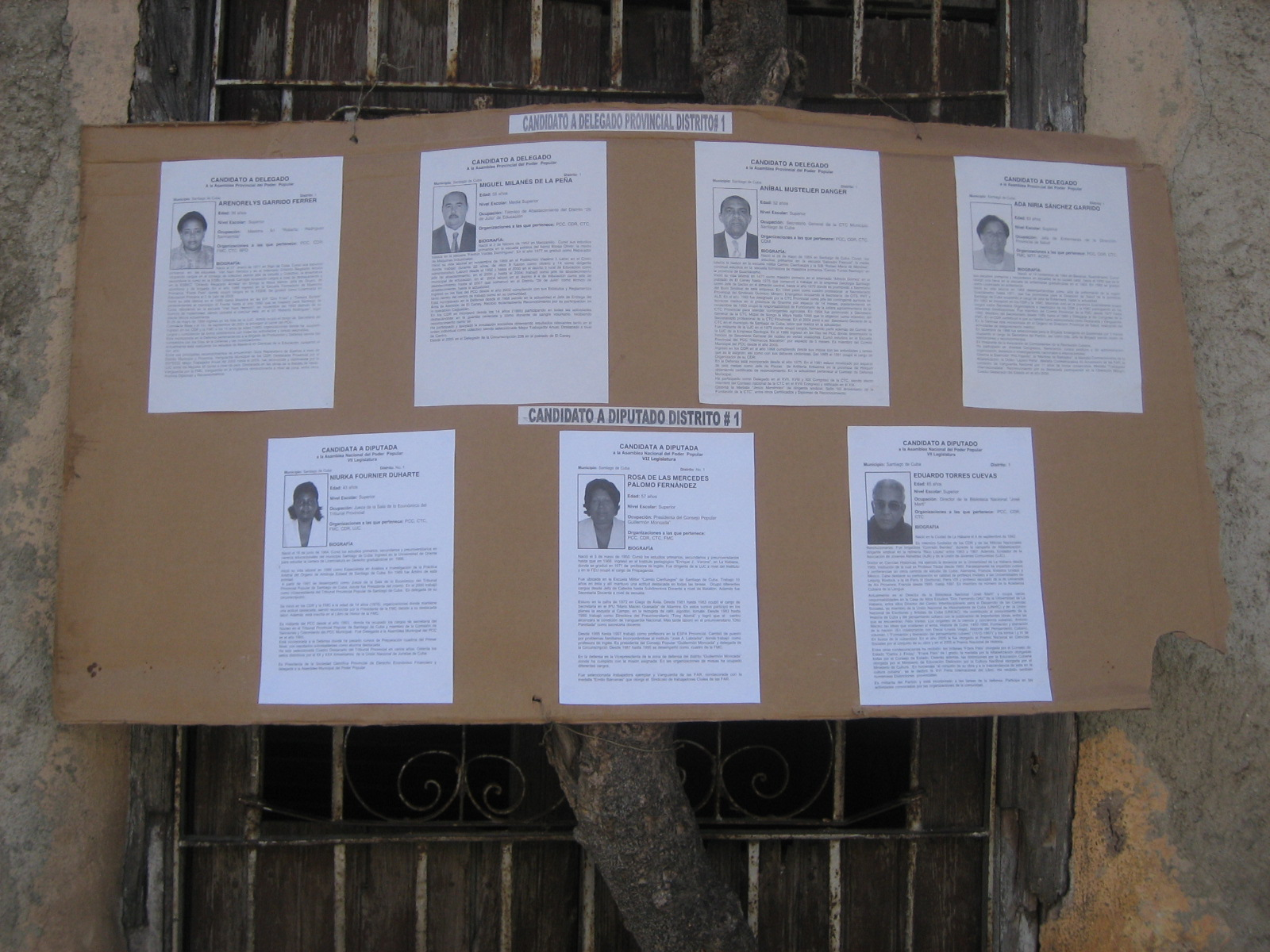
Panel con los candidatos a diputados nacional y provincial en un distrito de Santiago de Cuba.

Fidel y Raúl Castro fueron elegidos por más del 98% de los votos. El entonces vicepresidente Carlos Lage consiguió el 92,4% de los votos y el excanciller Felipe Pérez Roque un 93,7 %.
Según precisó el diario Granma, 374 de los diputados elegidos nacieron luego del triunfo de la Revolución, mientras que 265 fueron mujeres. El cuerpo legislativo quedó conformado por 395 blancos, 118 negros y 101 mestizos.

### Principales candidatos
| Candidato       | Porcentaje |
| --------------- | ---------- |
| Raúl Castro     | 99,37      |
| Fidel Castro    | 98,26      |
| Ricardo Alarcón | 93,92      |
| Carlos Lage     | 92,40      |

### Participación
| Participación      | Votos     | Porcentaje |
| ------------------ | --------- | ---------- |
| Votos positivos    | 7.839.358 | 95,24      |
| En blanco          | 306.791   | 3,73       |
| Impugnado/Nulo     | 85.216    | 1,04       |
| Total de votos     | 8.231.365 | 96,89      |
| Votantes Inscritos | 8.495.577 |            |